# Кірноджень
Кірноджень, Кірноджені (рум. Chirnogeni) — село у повіті Констанца в Румунії. Адміністративний центр комуни Кірноджень.
Село розташоване на відстані 180 км на схід від Бухареста, 44 км на південний захід від Констанци.

## Населення
За даними перепису населення 2002 року у селі проживали 2008 осіб.
Національний склад населення села:
| Національність | Кількість осіб | Відсоток |
| -------------- | -------------- | -------- |
| румуни         | 1996           | 99,4%    |
| цигани         | 8              | 0,4%     |

Рідною мовою назвали:
| Мова      | Кількість осіб | Відсоток |
| --------- | -------------- | -------- |
| румунська | 1996           | 99,4%    |
| циганська | 8              | 0,4%     |